# 산토스테파노델솔레
산토스테파노델솔레(이탈리아어: Santo Stefano del Sole)는 이탈리아 캄파니아주 아벨리노도의 코무네다.